# Дикинс, Роджер
Сэр Ро́джер Алекса́ндр Ди́кинс (англ. Roger Alexander Deakins; род. 24 мая 1949, Торки, Англия) — британский кинооператор. Двукратный лауреат премии «Оскар» за лучшую операторскую работу в фильмах «Бегущий по лезвию 2049» и «1917» (также шестнадцатикратный номинант на эту премию) и пятикратный обладатель премии BAFTA за операторскую работу в фильмах «Человек, которого не было», «Старикам тут не место», «Железная хватка», «Бегущий по лезвию 2049» и «1917».
Член Британского и Американского общества кинооператоров. Один из самых уважаемых операторов в Голливуде. Известен по многолетнему сотрудничеству с братьями Коэн, а также по фильмам «1984», «Сид и Нэнси», «Побег из Шоушенка», «Игры разума», «Как трусливый Роберт Форд убил Джесси Джеймса», «Сомнение», «007: Координаты „Скайфолл“» и «Убийца».

## Биография
Родился 24 мая 1949 года в городе Торки, в семье актрисы Жозефин Мессум и строителя Уильяма Альберта Дикинса. Учился в школе искусства и дизайна в городе Бат, а также в Национальной школе кино и телевидения (NFTS) в графстве Бакингемшир. За три года обучения в NFTS он снял 15 фильмов.

### Карьера
Роджер начинал операторскую карьеру с участия в съёмках документальных фильмов, многие из которых были для британского телевидения. Для работы над одной из таких картин, ему пришлось провести девять месяцев на яхте, участвующей в кругосветном путешествии. Во время съёмок этого фильма он был вынужден более бережно относиться к тому что снимает, чтобы плёнка не закончилась раньше времени. С тех пор он всегда тщательно готовится к работе над новой картиной, предпочитая снимать на одну камеру и заранее решает как будет вестись съёмка. Когда снимали документальный фильм в Эфиопии, где была партизанская война, Дикинс попал под миномётный огонь. В течение семи лет он преимущественно работал в документальном жанре, получив за это время неоценимый опыт.
Его первыми известными работами в качестве кинооператора стали фильмы «1984» и «Сид и Нэнси».
С 1990 года, когда вышел его первый американский фильм «Лунные горы», Роджер стал в основном работать в США. После выхода в прокат картины «Бартон Финк» (1991), началось его регулярное сотрудничество с американскими кинорежиссёрами братьями Коэн, с которыми по состоянию на 2016 год они сняли 12 фильмов.
Свою первую номинацию на премию «Оскар» за операторскую работу Роджер Дикинс получил в 1995 году за фильм «Побег из Шоушенка». С тех пор он ещё двенадцать раз безуспешно номинировался на премию Американской киноакадемии, в том числе дважды в 2008 году — за фильмы «Как трусливый Роберт Форд убил Джесси Джеймса» и «Старикам тут не место». В 2018 году с четырнадцатой попытки стал лауреатом «Оскара» за работу над кинолентой «Бегущий по лезвию 2049», за которую также был удостоен премий BAFTA, «Спутник», Critics’ Choice Movie Awards и многих других наград.
В 2013 году Роджер Дикинс получил звание командора ордена Британской империи за свои заслуги в области кинематографии, став первым кинооператором, удостоившимся этой награды.
Является членом Британского общества кинооператоров с 1986 года, и членом Американского общества кинооператоров с 1994 года.

## Личная жизнь
11 декабря 1991 года Роджер женился на Изабелле Джеймс Пьюрфой Эллис, которая также работает в сфере кино. Изабелль работала помощником режиссёра по сценарию (англ. script supervisor) в период с 1988 по 2003 год. С 2013 года она работает консультантом цифрового рабочего процесса (англ. digital workflow consultant), и в профессиональных кругах более известна как Джеймс Эллис или Джеймс Эллис Дикинс.

## Фильмография

### Оператор
| Режиссёр: Майкл Рэдфорд - 1983 — В другое время, в другом месте - 1984 — «1984» - 1987 — Белое зло Режиссёры: Братья Коэн - 1991 — Бартон Финк - 1994 — Подручный Хадсакера - 1996 — Фарго - 1998 — Большой Лебовски - 2000 — О, где же ты, брат? - 2001 — Человек, которого не было - 2003 — Невыносимая жестокость - 2004 — Игры джентльменов - 2007 — Старикам тут не место - 2009 — Серьёзный человек - 2010 — Железная хватка - 2016 — Да здравствует Цезарь! Режиссёр: Эдвард Цвик - 1996 — Мужество в бою - 1998 — Осада Режиссёр: Сэм Мендес - 2005 — Морпехи - 2008 — Дорога перемен - 2012 — 007: Координаты «Скайфолл» - 2019 — 1917 - 2022 — Империя света Режиссёр: Дени Вильнёв - 2013 — Пленницы - 2015 — Убийца - 2017 — Бегущий по лезвию 2049 | Другие режиссёры: - 1985 — Шейди (реж. Филип Савилл) - 1986 — Защита государства (реж. Дэвид Друри) - 1986 — Сид и Нэнси (реж. Александр Кокс) - 1987 — Интимные услуги (реж. Терри Джонс) - 1988 — Грозовой понедельник (реж. Майк Фиггис) - 1988 — Остров Паскали (реж. Джеймс Дирден) - 1990 — Лунные горы (реж. Боб Рейфелсон) - 1990 — Эйр Америка (реж. Роджер Споттисвуд) - 1991 — Непредвиденное убийство (реж. Дэвид Мэмет) - 1992 — Рыба страсти (реж. Джон Сэйлс) - 1992 — Громовое сердце (реж. Майкл Эптед) - 1993 — Таинственный сад (реж. Агнешка Холланд) - 1994 — Побег из Шоушенка (реж. Фрэнк Дарабонт) - 1995 — Мертвец идёт (реж. Тим Роббинс) - 1997 — Кундун (реж. Мартин Скорсезе) - 1999 — Где угодно, только не здесь (реж. Уэйн Ван) - 1999 — Ураган (реж. Норман Джуисон) - 2001 — Игры разума (реж. Рон Ховард) - 2003 — Раскаяние (реж. Эд Соломон) - 2003 — Дом из песка и тумана (реж. Вадим Перельман) - 2004 — Таинственный лес (реж. М. Найт Шьямалан) - 2007 — В долине Эла (реж. Пол Хаггис) - 2007 — Как трусливый Роберт Форд убил Джесси Джеймса (реж. Эндрю Доминик) - 2008 — Сомнение (реж. Джон Патрик Шэнли) - 2008 — Чтец (реж. Стивен Долдри) - 2010 — В компании мужчин (реж. Джон Уэллс) - 2011 — Время (реж. Эндрю Никкол) - 2014 — Несломленный (реж. Анджелина Джоли) - 2019 — Щегол (реж. Джон Кроули) |

### Визуальный консультант
- 2008 — ВАЛЛ-И (реж. Эндрю Стэнтон)
- 2010 — Как приручить дракона (реж. Крис Сандерс и Дин Деблуа)
- 2011 — Ранго (реж. Гор Вербински)
- 2011 — Кот в сапогах (реж. Крис Миллер)
- 2012 — Хранители снов (реж. Питер Рамзи)
- 2013 — Семейка Крудс (реж. Крис Сандерс и Кирк Демикко)
- 2014 — Как приручить дракона 2 (реж. Дин Деблуа)
- 2019 — Как приручить дракона 3 (реж. Дин Деблуа)

## Награды и номинации
Полный список наград и номинаций на сайте IMDb
| Награды и номинации                   | Награды и номинации | Награды и номинации                             | Награды и номинации        | Награды и номинации |
| Награда                               | Год                 | Фильм                                           | Категория                  | Результат           |
| ------------------------------------- | ------------------- | ----------------------------------------------- | -------------------------- | ------------------- |
| «Оскар»                               | 1995                | «Побег из Шоушенка»                             | Лучшая операторская работа | Номинация           |
| «Оскар»                               | 1997                | «Фарго»                                         | Лучшая операторская работа | Номинация           |
| «Оскар»                               | 1998                | «Кундун»                                        | Лучшая операторская работа | Номинация           |
| «Оскар»                               | 2001                | «О, где же ты, брат?»                           | Лучшая операторская работа | Номинация           |
| «Оскар»                               | 2002                | «Человек, которого не было»                     | Лучшая операторская работа | Номинация           |
| «Оскар»                               | 2008                | «Как трусливый Роберт Форд убил Джесси Джеймса» | Лучшая операторская работа | Номинация           |
| «Оскар»                               | 2008                | «Старикам тут не место»                         | Лучшая операторская работа | Номинация           |
| «Оскар»                               | 2009                | «Чтец»                                          | Лучшая операторская работа | Номинация           |
| «Оскар»                               | 2011                | «Железная хватка»                               | Лучшая операторская работа | Номинация           |
| «Оскар»                               | 2013                | «007: Координаты „Скайфолл“»                    | Лучшая операторская работа | Номинация           |
| «Оскар»                               | 2014                | «Пленницы»                                      | Лучшая операторская работа | Номинация           |
| «Оскар»                               | 2015                | «Несломленный»                                  | Лучшая операторская работа | Номинация           |
| «Оскар»                               | 2016                | «Убийца»                                        | Лучшая операторская работа | Номинация           |
| «Оскар»                               | 2018                | «Бегущий по лезвию 2049»                        | Лучшая операторская работа | Победа              |
| «Оскар»                               | 2020                | «1917»                                          | Лучшая операторская работа | Победа              |
| «Оскар»                               | 2023                | «Империя света»                                 | Лучшая операторская работа | Номинация           |
| BAFTA                                 | 1997                | «Фарго»                                         | Лучшая операторская работа | Номинация           |
| BAFTA                                 | 2001                | «О, где же ты, брат?»                           | Лучшая операторская работа | Номинация           |
| BAFTA                                 | 2002                | «Человек, которого не было»                     | Лучшая операторская работа | Победа              |
| BAFTA                                 | 2008                | «Старикам тут не место»                         | Лучшая операторская работа | Победа              |
| BAFTA                                 | 2009                | «Чтец»                                          | Лучшая операторская работа | Номинация           |
| BAFTA                                 | 2011                | «Железная хватка»                               | Лучшая операторская работа | Победа              |
| BAFTA                                 | 2013                | «007: Координаты „Скайфолл“»                    | Лучшая операторская работа | Номинация           |
| BAFTA                                 | 2016                | «Убийца»                                        | Лучшая операторская работа | Номинация           |
| BAFTA                                 | 2018                | «Бегущий по лезвию 2049»                        | Лучшая операторская работа | Победа              |
| BAFTA                                 | 2020                | «1917»                                          | Лучшая операторская работа | Победа              |
| BAFTA                                 | 2023                | «Империя света»                                 | Лучшая операторская работа | Ожидается           |
| «Выбор критиков»                      | 2011                | «Железная хватка»                               | Лучшая операторская работа | Номинация           |
| «Выбор критиков»                      | 2013                | «007: Координаты „Скайфолл“»                    | Лучшая операторская работа | Номинация           |
| «Выбор критиков»                      | 2014                | «Пленницы»                                      | Лучшая операторская работа | Номинация           |
| «Выбор критиков»                      | 2015                | «Несломленный»                                  | Лучшая операторская работа | Номинация           |
| «Выбор критиков»                      | 2016                | «Убийца»                                        | Лучшая операторская работа | Номинация           |
| «Выбор критиков»                      | 2018                | «Бегущий по лезвию 2049»                        | Лучшая операторская работа | Победа              |
| «Выбор критиков»                      | 2020                | «1917»                                          | Лучшая операторская работа | Победа              |
| «Выбор критиков»                      | 2023                | «Империя света»                                 | Лучшая операторская работа | Номинация           |
| «Независимый дух»                     | 1992                | «Непредвиденное убийство»                       | Лучшая операторская работа | Номинация           |
| «Независимый дух»                     | 1997                | «Фарго»                                         | Лучшая операторская работа | Победа              |
| «Независимый дух»                     | 2010                | «Серьёзный человек»                             | Лучшая операторская работа | Победа              |
| «Спутник»                             | 2002                | «Человек, которого не было»                     | Лучшая операторская работа | Победа              |
| «Спутник»                             | 2007                | «Как трусливый Роберт Форд убил Джесси Джеймса» | Лучшая операторская работа | Номинация           |
| «Спутник»                             | 2009                | «Серьёзный человек»                             | Лучшая операторская работа | Номинация           |
| «Спутник»                             | 2012                | «007: Координаты „Скайфолл“»                    | Лучшая операторская работа | Номинация           |
| «Спутник»                             | 2014                | «Пленницы»                                      | Лучшая операторская работа | Номинация           |
| «Спутник»                             | 2016                | «Убийца»                                        | Лучшая операторская работа | Номинация           |
| «Спутник»                             | 2018                | «Бегущий по лезвию 2049»                        | Лучшая операторская работа | Победа              |
| «Спутник»                             | 2019                | «1917»                                          | Лучшая операторская работа | Победа              |
| «Спутник»                             | 2023                | «Империя света»                                 | Лучшая операторская работа | Ожидается           |
| Австралийское общество кинооператоров | 2008                | «Как трусливый Роберт Форд убил Джесси Джеймса» | Лучшая операторская работа | Победа              |
| Американское общество кинооператоров  | 1995                | «Побег из Шоушенка»                             | Лучшая операторская работа | Победа              |
| Американское общество кинооператоров  | 1997                | «Фарго»                                         | Лучшая операторская работа | Номинация           |
| Американское общество кинооператоров  | 1998                | «Кундун»                                        | Лучшая операторская работа | Номинация           |
| Американское общество кинооператоров  | 2001                | «О, где же ты, брат?»                           | Лучшая операторская работа | Номинация           |
| Американское общество кинооператоров  | 2002                | «Человек, которого не было»                     | Лучшая операторская работа | Победа              |
| Американское общество кинооператоров  | 2008                | «Как трусливый Роберт Форд убил Джесси Джеймса» | Лучшая операторская работа | Номинация           |
| Американское общество кинооператоров  | 2008                | «Старикам тут не место»                         | Лучшая операторская работа | Номинация           |
| Американское общество кинооператоров  | 2009                | «Чтец»                                          | Лучшая операторская работа | Номинация           |
| Американское общество кинооператоров  | 2009                | «Дорога перемен»                                | Лучшая операторская работа | Номинация           |
| Американское общество кинооператоров  | 2011                | «Железная хватка»                               | Лучшая операторская работа | Номинация           |
| Американское общество кинооператоров  | 2013                | «007: Координаты „Скайфолл“»                    | Лучшая операторская работа | Победа              |
| Американское общество кинооператоров  | 2014                | «Пленницы»                                      | Лучшая операторская работа | Номинация           |
| Американское общество кинооператоров  | 2015                | «Несломленный»                                  | Лучшая операторская работа | Номинация           |
| Американское общество кинооператоров  | 2016                | «Убийца»                                        | Лучшая операторская работа | Номинация           |
| Американское общество кинооператоров  | 2018                | «Бегущий по лезвию 2049»                        | Лучшая операторская работа | Победа              |
| Американское общество кинооператоров  | 2020                | «1917»                                          | Лучшая операторская работа | Победа              |
| Американское общество кинооператоров  | 2023                | «Империя света»                                 | Лучшая операторская работа | Ожидается           |
| Британское общество кинооператоров    | 1994                | «Подручный Хадсакера»                           | Лучшая операторская работа | Номинация           |
| Британское общество кинооператоров    | 2001                | «О, где же ты, брат?»                           | Лучшая операторская работа | Победа              |
| Британское общество кинооператоров    | 2007                | «Как трусливый Роберт Форд убил Джесси Джеймса» | Лучшая операторская работа | Победа              |
| Британское общество кинооператоров    | 2008                | «Старикам тут не место»                         | Лучшая операторская работа | Победа              |
| Британское общество кинооператоров    | 2009                | «Чтец»                                          | Лучшая операторская работа | Номинация           |
| Британское общество кинооператоров    | 2010                | «Железная хватка»                               | Лучшая операторская работа | Победа              |
| Британское общество кинооператоров    | 2013                | «007: Координаты „Скайфолл“»                    | Лучшая операторская работа | Номинация           |
| Британское общество кинооператоров    | 2016                | «Убийца»                                        | Лучшая операторская работа | Номинация           |
| Британское общество кинооператоров    | 2017                | «Бегущий по лезвию 2049»                        | Лучшая операторская работа | Победа              |
| Британское общество кинооператоров    | 2019                | «1917»                                          | Лучшая операторская работа | Победа              |